# بئر عوض (تبن)

تعديل مصدري - تعديل

بئر عوض هي إحدى قرى عزلة الحوطة بمديرية تبن التابعة لمحافظة لحج، بلغ تعداد سكانها 183 نسمة حسب تعداد اليمن لعام 2004.